# Juan Lima
Juan Lima fue un militar mexicano que participó en la Revolución mexicana como general de las fuerzas zapatistas. El 10 de abril de 1919 acompañó al general Emiliano Zapata a la Hacienda de Chinameca junto a los generales Joaquín Caamaño, Prudencio Cazales "El Míster", Timoteo Sánchez, Adrián Castrejón Castrejón, Pioquinto Galis y Jesús Chávez Carrera, donde Emiliano fue asesinado. Zapata habría enviado al general Feliciano Palacios para que Guajardo le entregase las armas y municiones confiscadas acompañado de Lima y de Jorge Méndez, estos últimos se quedaron fuera de la hacienda esperando a Palacios, que nunca regresó. Juan Lima fue el que le dijo a Zapata que el general Feliciano Palacios se encontraba preso por orden de Jesús Guajardo y que éste lo invitaba a comer. Zapata dijo a Lima y a Méndez que organizaran una comitiva, misma que quedó conformada por los generales Juan Lima, Jorge Méndez, Miguel Zúñiga, y el coronel Clemente Acevedo. Emiliano Zapata fue muerto a su entrada a la hacienda por descargas enemigas que también mataron al asistente de Zapata, Agustín Cortés, y a Feliciano Palacios. 